# Adoni Maropis
Adoni Maropis (Pittsburgh, Pensilvania, 20 de julio de 1963) es un actor estadounidense. 
Es el segundo hijo de padres greco-estadounidenses, Dr. Petro S. Maropis (peridontista retirado) y Despina Maropis. Su hermano mayor se llama Sam y su hermano menor, Chris. 
Su papel más conococido fue en la serie Mortal Kombat: Conquest, donde encarnaba a un villano, el brujo Quan Chi. Otro de sus papeles destacados fue el de General Hassan en el videojuego Command & Conquer Tiberian Sun. Ha aparecido recientemente en el papel del líder terrorista Abu Fayed en la sexta temporada de la serie 24. Anteriormente, en la temporada cuarta de la serie, participó en un capítulo, pero la escena fue eliminada antes de que la serie se emitiera.

## Filmografía
| Año  | Película                    | Papel                       |
| ---- | --------------------------- | --------------------------- |
| 2007 | 24                          | Abu Fayed                   |
| 2007 | Mortal Kombat: Devastation  | Quan-Chi                    |
| 2006 | Francis Hamper              | Epic, taxista               |
| 2005 | Venus On The Halfshell      | Bones                       |
| 2004 | The Deviants                | Amir                        |
| 2004 | Troya                       | Oficial de Agamenón         |
| 2004 | Close Call                  | Proxeneta                   |
| 2004 | Hidalgo                     | Sakr                        |
| 2003 | Bad Company                 | Jarma/Dragan Henchman n.º 1 |
| 2002 | El Rey Escorpión            | General en duda             |
| 2001 | The Gristle                 | Louis                       |
| 2000 | Surrender                   | Bernie                      |
| 1999 | Mortal Kombat: Conquest     | Quan-Chi                    |
| 1997 | Mortal Kombat: Annihilation | Quan-Chi                    |